# Human (The Human League)
Human is een lied van de Britse synth-pop band The Human League, en werd uitgebracht als eerste single van hun album Crash uit 1986. Op 11 augustus dat jaar werd het nummer op vinylsingle uitgebracht.
Het nunmer gaat over ontrouw en werd geschreven door Jimmy Jam en Terry Lewis.